# Lista de escolas de samba de Manaus
Esta é uma lista de escolas de samba de Manaus.

## Escolas em atividade

### Grupo Especial
- A Grande Família
- Andanças de Ciganos
- Dragões do Império
- Mocidade Independente de Aparecida
- Reino Unido da Liberdade
- Unidos do Alvorada
- Vila da Barra
- Vitória Régia

Beija-Flor do Norte
- Sem Compromisso
- Primos da Ilha
- Tradição Leste

Tradição (Manaus)|Tradição Leste]]
- Acadêmicos da Cidade Alta

### Grupo de Acesso A
- Império do Hawaí
- Mocidade Independente do Coroado
- Presidente Vargas
- Unidos da Cidade Nova

### Grupo de Acesso B
- Gaviões do Parque
- Império do Cajual

Império do Mauá]]
- Ipixuna
- Legião de Bambas
- Leões do Barão Açú
- Meninos Levados da Praça 14 de Janeiro
- Mocidade Independente da Raiz
- Unidos do Coophasa

### Grupo Experimental
- Acadêmicos do Rio Negro
- Balaku Blaku
- GRES do Amor
- Mocidade da União
- União Leste

### Outras
- Acadêmicos da Fiel
- Imperatriz Manauense

## Escolas inativas, extintas ou suspensas
- Acadêmicos de Petrópolis (extinta em 1991)
- A Voz da Liberdade (extinta em 1955)
- Barelândia (tentativa de reativação de 2017 a 2019)
- Em Cima da Hora (extinta em 1983)
- Escola Mixta de Samba da Praça 14 de Janeiro (extinta em 1962)
- Estação Primeira do Boulevard (extinta em 1991)
- Guerreiros do Vinho (extinta em 1991)
- Jovens Livres na Folia (extinta em 1994)
- Império Amazônico (extinta em 1979)
- Império da Cidade Nova (desfilou até 2012)
- Império da Kamélia (desfilou até 2016)
- Maués (desfilou até 1979)
- Unidos da Cachoeirinha (extinta na década de 1970)
- Unidos da Compensa (extinta em 1979)
- Unidos da Raiz (extinta em 1982 e reativada em 2000 como Mocidade da Raiz)
- Unidos da Selva (extinta em 1976)
- Unidos de São Jorge (extinta em 1984)
- Uirapuru (extinta em 1983)